# دودمان بیست و پنجم مصر
دودمان بیست و پنجم مصر که همچنین به عنوان سلسله نوبی، امپراتوری کوشی و فراعنه سیاه شناخته می‌شود، آخرین سلسله دوره سوم میانی مصر بود که پس از حمله نوبی رخ داد.
دودمان بیست و پنجم دودمانی از فراعنه بود که از پادشاهی کوش واقع در شمال سودان امروزی و مصر علیا سرچشمه گرفتند. بیشتر پادشاهان این سلسله نپته را پایتخت معنوی خود می‌دانستند
اتحاد مجدد مصر سفلی، مصر علیا و کوش در سلسله بیست و پنجم، بزرگترین امپراتوری مصر را از زمان پادشاهی نوین ایجاد کرد. آنها با تأیید مجدد سنت‌های مذهبی مصر باستان، معابد و اشکال هنری در جامعه جذب شدند و در عین حال برخی از جنبه‌های منحصر به فرد فرهنگ کوشی را معرفی کردند. در طول حکمرانی دودمان بیست و پنجم بود که دره نیل اولین ساخت گسترده اهرام (بسیاری از آنها در سودان کنونی) از زمان پادشاهی میانه را دید.
پس از آنکه امپراتوران آشوری سارگون دوم و سناخریب تلاش‌های پادشاهان نوبی را برای به دست آوردن جای پایی در خاور نزدیک شکست دادند، جانشینانشان اسرحدون و آشوربانیپال به سرزمین مصر حمله کردند و پس از شکست دادن نوبی‌ها، آنان را از مصر بیرون کردند. جنگ با آشور منجر به پایان قدرت کوشی در شمال مصر و فتح مصر توسط امپراتوری آشوری نو شد. به جای آنان دودمان بیست و ششم مصر که در ابتدا سلسله‌ای دست نشانده توسط آشوریان و آخرین سلسله بومی که قبل از حمله شاهنشاهی هخامنشی به آنها بر مصر حکومت کردند، بر سر کار آمدند. سقوط سلسله بیست و پنجم نیز آغاز دوران متأخر مصر باستان است.